# Modlitwa o wschodzie słońca

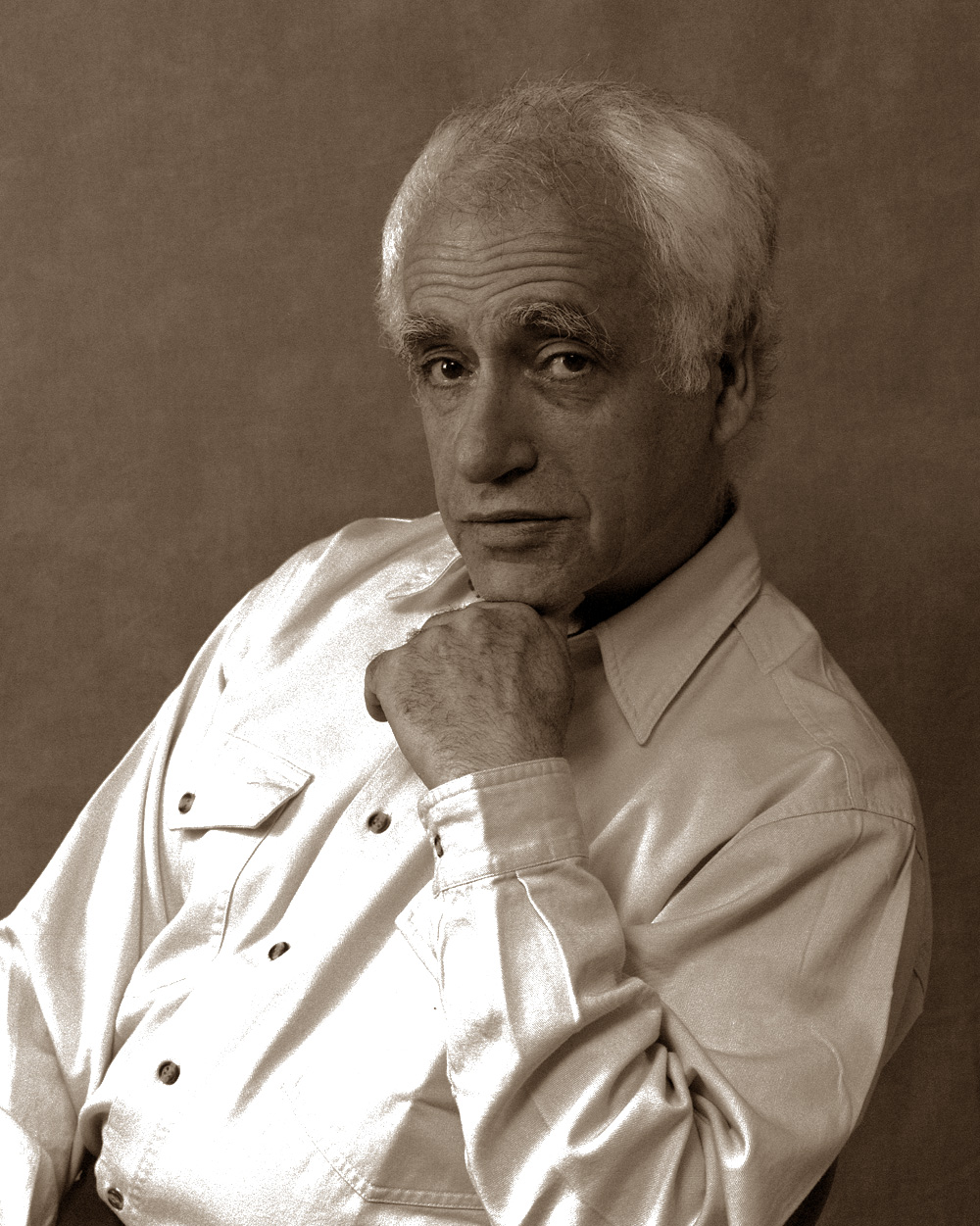
Natan Tenenbaum (1997)

Modlitwa o wschodzie słońca – wiersz Natana Tenenbauma, a także piosenka do której muzykę skomponował Przemysław Gintrowski. Wykonywana była przez trio Kaczmarski-Gintrowski-Łapiński, a także solowo przez Kaczmarskiego, Gintrowskiego, Jacka Wójcickiego oraz wielu innych wykonawców.
Początkowo wiersz miał tytuł Modlitwa. O wschodzie słońca. Zgodnie z zamierzeniem autora, był monologiem chłopca porzuconego przez dziewczynę. Dopiero po przyjęciu go jako tekstu piosenki, wydźwięk stał się bardziej ogólny, a pieśń – zgodnie z określeniem Krzysztofa Gajdy – stała się „hymnem Dobra w czasach pogardy”.
W 1980, kiedy powstawała „Solidarność”, Kaczmarski otrzymał tekst piosenki w paczce od przebywającego na emigracji w Szwecji Tenenbauma. Przekazał go Gintrowskiemu, który napisał do niej muzykę. Kaczmarski uważał „Modlitwę...” za credo na czas solidarnościowej walki. Piosenka stała się jednym z hymnów Solidarności. Przemysław Gintrowski bardzo cenił ten utwór i zaczynał od niego większość swoich koncertów. Piosenka ta jest ewenementem w repertuarze Jacka Kaczmarskiego, jako jedyny utwór, do którego nie napisał ani tekstu, ani muzyki, ale wielokrotnie go wykonywał i wydawał na nagraniach.
Modlitwa o wschodzie słońca otwierała jeden z programów tria Gintrowski-Kaczmarski-Łapiński Muzeum, i znalazła się na zarejestrowanym w 1981 albumie koncertowym Muzeum. W tym samym roku piosenka, w wykonaniu Gintrowskiego i Kaczmarskiego, znalazła się w ścieżce dźwiękowej filmu Janusza Zaorskiego Dziecinne pytania.
W 1983 utwór pojawił się na dwupłytowym albumie Chicago – Live, w 1986 zaś, pod nazwą Modlitwa, na wydanym w Australii albumie Litania Jacka Kaczmarskiego. W 1989 piosenka pojawiła się w filmie Ostatni dzwonek, gdzie śpiewana była przez Jacka Wójcickiego i innych bohaterów filmu Magdaleny Łazarkiewicz.
W 1990 Modlitwa o wschodzie słońca znalazła się w albumie Gintrowskiego Nie chcemy uciekać, rok później zaś otwierała album Mury w Muzeum Raju tria Gintrowski-Kaczmarski-Łapiński. W 1992 piosenka pojawiła się na albumie Jacka Wójcickiego Live Character.
W 2007 cover piosenki znalazł się na płycie A ty siej zespołu Habakuk. W 2015 utwór pojawił się na albumie kompilacyjnym Dobre piosenki: Jacek Kaczmarski gdzie wykonywał ją Jacek Bończyk oraz na wspólnym albumie Kazika Staszewskiego i formacji Kwartet ProForma – Wiwisekcja.

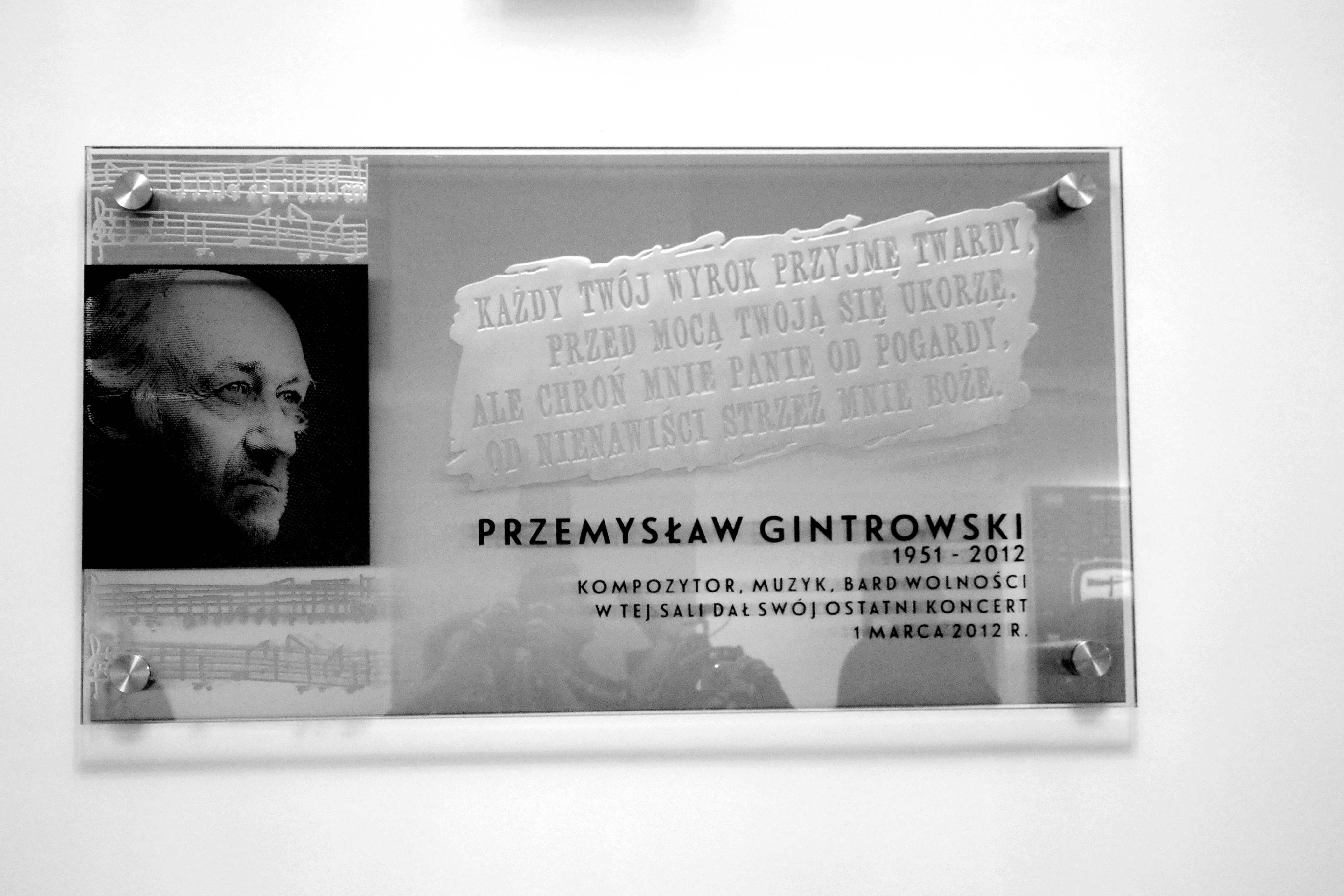
Tablica upamiętniająca Przemysława Gintrowskiego, Centrum Edukacyjne IPN „Przystanek Historia” w Warszawie, zawierająca cytat z Modlitwy...

W 2015 roku utwór znalazł się w programie VII Koncertu Niepodległości, edycja "Rok 1980" w Muzeum Powstania Warszawskiego. W 2016 Modlitwa... znalazła się na maksisinglu Kultu pt. Wstyd. Suplement 2016. W tym samym roku została „hymnem” Komitetu Obrony Demokracji, jednak – ze względu na sprzeciw rodziny nieżyjącego już Przemysława Gintrowskiego – utwór mógł być na spotkaniach KOD-u jedynie recytowany. Zgodę na takie użycie tekstu wyraził, w imieniu ciężko chorego Natana Tanenbauma, jego syn Jakub.
Podczas „Koncertu dla Niepodległej”, 10 listopada 2018 roku, utwór wykonał Paweł Kukiz z towarzyszeniem chóru Sound’n’Grace.

Każdy Twój wyrok przyjmę twardy

Przed mocą Twoją się ukorzę

Ale chroń mnie Panie od pogardy

Od nienawiści strzeż mnie Boże..